# 木下富雄
木下 富雄（きのした とみお、1951年5月7日 - ）は、埼玉県北葛飾郡杉戸町出身の元プロ野球選手（内野手）。ウェルストンプロモーションに所属している。

## 来歴
春日部高校から駒澤大学へ進学。東都大学野球リーグでは在学中2回優勝。1973年の第4回明治神宮野球大会では、同期のエース赤津宏二（日立製作所）を擁し、決勝で田尾安志を擁する同志社大を降し優勝を飾る。リーグ通算58試合出場、162打数37安打、打率.228、3本塁打、20打点。ベストナイン（遊撃手）1回受賞。他の大学同期に栗橋茂、吉田秀雄がいる。
1973年のドラフト会議で広島東洋カープに1位指名され入団。強肩の大型内野手として期待される。
1974年開幕直後から遊撃手として一軍で起用されるが、打撃面で伸び悩み失速、その後数年の低迷を余儀なくされる。しかし徐々に力をつけ、長打力は無いがしぶとい打撃と俊足で内野陣に食い込む。
1978年には7月から二番打者、二塁手に定着。規定打席には届かなかったが、打率.283の好成績をあげる。
1979年にはリーグ2位となる25盗塁を記録。
1980年の近鉄バファローズとの日本シリーズでは第6戦、第7戦でいずれも3安打を放ち、優秀選手に選ばれた。
1981年には二塁手、遊撃手として87試合に先発。
1982年には自己最高の10本塁打を記録。その後もユーティリティプレイヤーとして活躍する。
1986年には正田耕三の台頭もあって出場機会が減少。
1987年限りで現役引退。
投手・捕手以外ならどこでも守れる器用さを古葉竹識監督に買われ、二塁、三塁、遊撃を中心に守備固めや代走、時にはスタメン出場するなど、いぶし銀のユーティリティプレイヤーとして広島の黄金時代を支える。結果、センター、ピッチャー、キャッチャー以外の全てのポジションを経験し、5度のリーグ優勝、3度の日本一に貢献。遊撃手の三村敏之、高橋慶彦らと二遊間コンビを組み、打順は繋ぎ役の二番や七番を主に打った。安打は多くなかったが、柔らかいバットコントロールでバント・ヒットエンドランを確実に決めた。何とかボールに当てようと、バットを放り投げることもしばしばあった。また、師匠である大下剛史譲りの隠し球の名手としても知られたが、実際に成功したのは2回だけとの事である（山本功児談、東京スポーツ、2007年8月20日）。成功した回は、1985年開幕の対阪神戦であった。
引退後は1988年 - 1993年広島一軍守備走塁コーチ、1994年 - 1999年中国放送野球解説者（1997年と1998年はスポーツニッポン野球評論家を兼務）、2000年一軍チーフコーチ（ヘッド格）、山本浩二監督の就任に伴い、2001年 - 2005年二軍監督（同じ埼玉県出身の広池浩司が2003年ウェスタンリーグ最多勝獲得し、チームの前期最高勝率や年間最高勝率や優勝決定戦進出に貢献し、広島東洋カープ由宇練習場での後期最高勝率の阪神タイガース_(ファーム)との優勝決定戦では先発起用されたが敗戦）
2006年から2011年まで再び中国放送の解説者を務めた。
2007年6月に長内孝に続き、広島市中区に長男が店長を務める『野球鳥 きのした』という焼き鳥屋をオープン。その後、「野球鳥」の名称を同じく元プロ野球選手で同業の岡村浩二が商標登録していたため、『カープ鳥 きのした』に改名した。

## 選手としての特徴・人物
勝負強い打撃と俊足で、広島黄金期の貴重な名脇役として活躍した。守備では内野全てのポジションだけでなく、外野もこなす器用さを持っていた。
山本浩二、三村敏之らと同様に、1991年までの6回のリーグ優勝時全てにユニフォームを着ている数少ない人物である。
現役時代から蓄えている口ひげがトレードマークで、「パンチョ」の愛称で親しまれている。この愛称は衣笠祥雄が当時流行していたトリオ・ロス・パンチョスに似ていると言ったのがきっかけ。髭を伸ばし始めたきっかけは「キャンプの時に髭剃りが無かったから」という。当時の濃いメンバーの中では物腰も柔らかくダンディな人物で、現在ではすっかり白髪、白鬢となった。2016年の広島の25年ぶりのリーグ優勝の際は、経営する焼き鳥屋で祝杯を挙げた。
かつては、広島のローカル番組・『週刊パパたいむ』にレギュラー出演し人気があった。

## 詳細情報

### 年度別打撃成績
| 年 度      | 球 団      | 試 合 | 打 席 | 打 数 | 得 点 | 安 打 | 二 塁 打 | 三 塁 打 | 本 塁 打 | 塁 打 | 打 点 | 盗 塁 | 盗 塁 死 | 犠 打 | 犠 飛 | 四 球 | 敬 遠 | 死 球 | 三 振 | 併 殺 打 | 打 率 | 出 塁 率 | 長 打 率 | O P S |
| ---------- | ---------- | ----- | ----- | ----- | ----- | ----- | -------- | -------- | -------- | ----- | ----- | ----- | -------- | ----- | ----- | ----- | ----- | ----- | ----- | -------- | ----- | -------- | -------- | ----- |
| 1974       | 広島       | 89    | 179   | 165   | 14    | 27    | 3        | 1        | 2        | 38    | 6     | 2     | 3        | 3     | 0     | 9     | 0     | 2     | 27    | 5        | .164  | .216     | .230     | .446  |
| 1975       | 広島       | 26    | 12    | 12    | 1     | 1     | 0        | 0        | 0        | 1     | 0     | 0     | 0        | 0     | 0     | 0     | 0     | 0     | 0     | 1        | .083  | .083     | .083     | .167  |
| 1976       | 広島       | 89    | 40    | 32    | 11    | 4     | 1        | 0        | 0        | 5     | 2     | 1     | 0        | 2     | 0     | 4     | 0     | 2     | 9     | 1        | .125  | .263     | .156     | .419  |
| 1977       | 広島       | 106   | 201   | 182   | 21    | 44    | 11       | 1        | 4        | 69    | 21    | 7     | 2        | 7     | 2     | 10    | 1     | 0     | 28    | 3        | .242  | .278     | .379     | .657  |
| 1978       | 広島       | 99    | 278   | 240   | 32    | 68    | 14       | 0        | 3        | 91    | 27    | 2     | 0        | 20    | 0     | 14    | 0     | 4     | 30    | 6        | .283  | .333     | .379     | .713  |
| 1979       | 広島       | 112   | 245   | 214   | 31    | 53    | 7        | 2        | 5        | 79    | 25    | 25    | 6        | 9     | 0     | 21    | 0     | 1     | 28    | 6        | .248  | .318     | .369     | .687  |
| 1980       | 広島       | 123   | 232   | 201   | 30    | 44    | 8        | 0        | 4        | 64    | 10    | 10    | 6        | 17    | 0     | 13    | 0     | 1     | 24    | 7        | .219  | .270     | .318     | .588  |
| 1981       | 広島       | 126   | 364   | 316   | 46    | 75    | 7        | 0        | 6        | 100   | 17    | 10    | 8        | 20    | 0     | 26    | 2     | 2     | 43    | 4        | .237  | .299     | .316     | .616  |
| 1982       | 広島       | 117   | 342   | 302   | 42    | 81    | 15       | 1        | 10       | 128   | 40    | 15    | 4        | 15    | 2     | 21    | 1     | 2     | 40    | 8        | .268  | .318     | .424     | .742  |
| 1983       | 広島       | 114   | 211   | 188   | 26    | 43    | 7        | 1        | 1        | 55    | 17    | 11    | 6        | 6     | 0     | 17    | 3     | 0     | 25    | 3        | .229  | .293     | .293     | .585  |
| 1984       | 広島       | 109   | 227   | 201   | 30    | 54    | 10       | 1        | 5        | 81    | 22    | 7     | 2        | 10    | 2     | 14    | 3     | 0     | 18    | 9        | .269  | .313     | .403     | .716  |
| 1985       | 広島       | 106   | 263   | 218   | 24    | 57    | 6        | 1        | 7        | 86    | 25    | 11    | 3        | 14    | 0     | 31    | 2     | 0     | 30    | 6        | .261  | .353     | .394     | .748  |
| 1986       | 広島       | 102   | 165   | 144   | 13    | 30    | 2        | 0        | 1        | 35    | 9     | 4     | 1        | 12    | 0     | 8     | 1     | 1     | 17    | 5        | .208  | .255     | .243     | .498  |
| 1987       | 広島       | 46    | 21    | 15    | 2     | 2     | 0        | 0        | 0        | 2     | 0     | 1     | 1        | 3     | 0     | 3     | 0     | 0     | 2     | 2        | .133  | .278     | .133     | .411  |
| 通算：14年 | 通算：14年 | 1364  | 2780  | 2430  | 323   | 583   | 91       | 8        | 48       | 834   | 221   | 106   | 42       | 138   | 6     | 191   | 13    | 15    | 321   | 66       | .240  | .299     | .343     | .642  |

### 表彰
- 日本シリーズ優秀選手賞：1回（1980年）

### 記録
- 初出場：1974年4月6日、対中日ドラゴンズ1回戦（中日球場）
- 1000試合出場：1983年10月23日、対横浜大洋ホエールズ26回戦（横浜スタジアム） ※史上243人目

### 背番号
- 25 （1974年 - 1987年）
- 74 （1988年 - 1993年）
- 75 （2000年 - 2005年）

## 関連情報

### 出演
- 侍プロ野球（RCCテレビ製作分のみ）
- RCCカープナイター
- ひろしま県民テレビ（テレビ新広島）
  - 広島県の広報番組。福岡ソフトバンクホークスのコーチに就任した達川光男の後任として、2017年4月から山内泰幸と交互で浅田真由と出演していた。
- WEB限定特別番組『ひろしま県民スクール』（広島県ホームページ）
  - 広島県下の高校を浅田真由と訪問。
- みみよりライブ 5up!（広島ホームテレビ）コーナー「教えて!レジェンド」水曜コメンテーター